# アロエルート
アロエルートは、森田哲平と松本そうすけによる日本の男性アコースティックデュオ。

## 概要
2014年8月27日、キングレコードグループのベルウッド・レコードからシングル「プロポーズ～こい、あいやらよ～」でデビュー。
出身地である和歌山県を拠点に活動をしていた。

## 略歴
- 2004年5月 高校の同級生だった二人がアコースティックデュオ「アロエルート」を結成。
- 2005年 - 2007年  活動拠点を東京に移す。
- 2009年10月 「ふるさとから全国へ」を活動テーマに、地元・和歌山に活動拠点を移す。初のパーソナリティを務めるレギュラーラジオ「アロエルートのアコースティック工房」(FM TANABE/88.5MHz)スタート。※現在は番組終了
- 2011年2月 卒業をテーマにした1stシングル「始めの一歩」を全国発売。
- 2011年7月 2ndシングル「あの頃と同じ空の下で」発売。
- 2013年8月 和歌山市主催イベント「わかやまパパウィーク」のテーマソング「パパといっしょ」を手掛ける。
- 2013年10月 3rdシングル「ブランケットに愛を」発売。※「パパといっしょ」収録。
- 2014年8月 ベルウッド・レコードより、 シングル「プロポーズ～こい、あいやらよ～」でメジャーデビュー。カップリング曲「太陽」がテレビ和歌山「目指せ甲子園！高校野球ハイライト」のテーマソングに選ばれる。
- 2014年11月 結成10周年を記念した初の単独ホールコンサートを地元・紀南文化会館小ホールにて開催。
- 2015年9月 ライブDVD「アロエルートLIVE2014〜10th Anniversary〜at KINANBUNKAKAIKAN」を発売。
- 2016年7月 テレビ和歌山のバラエティー番組「ワンカツ」の企画で生まれたユニット「Umeboshe's」を吉本芸人・わんだーらんどらと結成し、シングル「でべそやとおもったらウメボシのタネ」をリリース。
- 2017年4月 1stアルバム「HOME」をリリース。
- 2019年2月 デビュー5周年記念コンサートを地元・紀南文化会館大ホールで開催。(観客動員数約1000人)
- 2019年4月 YouTubeチャンネル「アロエルートTV」開設。
- 2019年6月「アロエルート 5th Anniversary Best」(全12曲)配信リリース。
- 2019年12月 初のカバーシングル「ラストチャンス」配信リリース。大久保伸隆(ex.Something ELse)氏本人によるコーラス参加。
- 2022年5月 LINE株式会社とLINELIVE専属ライバー契約を締結。LSP(ライバーサポートプログラム)事業部所属となる。※2023年3月末でのサービス終了に伴いライバー契約を終了。
- 2023年2月〜 年3〜4回のペースで開催するワンマンLIVE「週末のプロローグ」スタート。※Vol,4をもって終了。以降活動なし。

## 受賞
- 2005年 東京ストリートミュージシャンコンテスト準優勝。
- 2012年 アップフロントワークス主催全国オーディション2000組中3位入賞。

## タイアップ
「太陽」
- テレビ和歌山「目指せ甲子園！高校野球ハイライト」(オープニング)(2014年-2019年)

「青春Boy,青春Girl」
- テレビ和歌山「ワンカツ」番組内コーナー「わんだーらんどの青春Boy,青春Girl」テーマソング

「でべそやとおもったらウメボシのタネ」
- テレビ和歌山「ワンカツ」エンディング(ユニット「Umeboshe's」として)